# Międzynarodowa pozycja inwestycyjna
Międzynarodowa pozycja inwestycyjna – bilans aktywów i pasywów zagranicznych, tj. zestawienie należności zagranicznych danego państwa oraz jego zobowiązań wobec zagranicy, najczęściej na koniec roku.

## Opis
Różnica pomiędzy wielkością aktywów i pasywów zagranicznych stanowi międzynarodową pozycję inwestycyjną netto. Informuje ona, czy dane państwo jest wierzycielem, czy też dłużnikiem netto w stosunku do zagranicy.
O zmianach stanów i zobowiązań decydują transakcje z zagranicą uwzględnione w bilansie płatniczym, różnice kursowe i różnice wynikające z wyceny aktywów i pasywów.
Międzynarodową pozycję inwestycyjną Polski publikuje corocznie Narodowy Bank Polski. Międzynarodową pozycję inwestycyjną strefy euro publikuje Europejski Bank Centralny.

### Kategorie MPI
- Inwestycje bezpośrednie
- Inwestycje portfelowe
- Pochodne instrumenty finansowe
- Pozostałe inwestycje
- Aktywa rezerwowe